# Pflanzenläuse

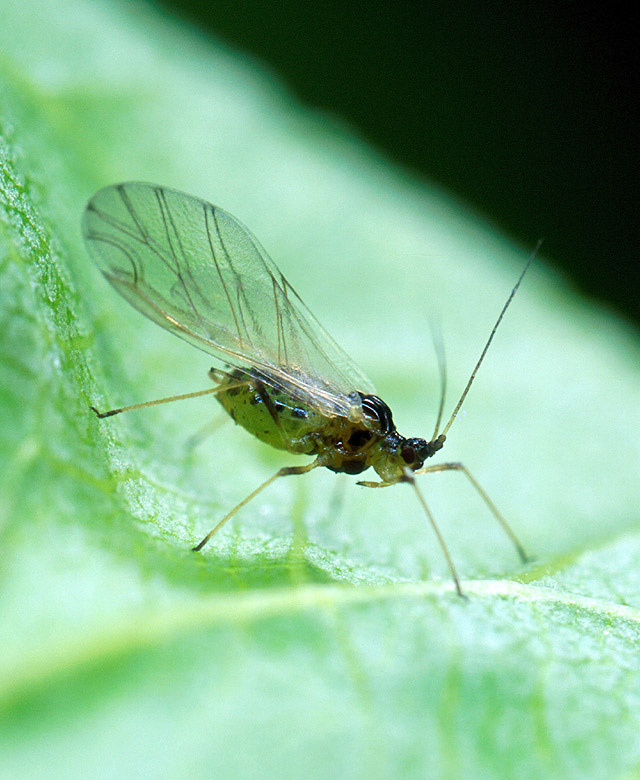
Grüne Pfirsichblattlaus (Myzus persicae)

Die Pflanzenläuse (Sternorrhyncha, seltener auch Sternorhyncha) sind eine Unterordnung der Schnabelkerfe (Hemiptera). Von den rund 16.000 bekannten Arten leben etwa 2974 auch in Europa und 991 in Deutschland. Es handelt sich überwiegend um kleine oder sehr kleine Insekten, die ausnahmslos pflanzensaugend sind. Die Unterordnung ist durch Fossilienfunde bereits aus dem Perm mit neun Familien bekannt.

## Merkmale
Wie typisch für die Hemiptera, sind die Mundwerkzeuge der Pflanzenläuse zu einem Saugrüssel (Rostrum) umgebildet, bei dem Mandibeln und Maxillen zu nadelartigen Stechborsten abgewandelt sind, die innerhalb eines rinnenförmigen Labiums geführt werden. Die miteinander verfalzten, gegeneinander beweglichen Stechborsten bilden im Inneren zwei Kanäle aus, durch deren einen Speichel nach außen abgegeben und durch deren zweiten die flüssige Nahrung angesaugt wird. Charakteristisches Merkmal der Pflanzenläuse ist die nach hinten verschobene Lage des Saugrüssels, dessen Basis direkt vor, zwischen oder hinter den Hüften (Coxen) der Vorderbeine liegt. Diesem Merkmal verdankt die Gruppe ihren wissenschaftlichen Namen, der übersetzt „Brustrüssler“ heißt. Pflanzenläuse besitzen einfach gebaute, meist lange, mehrgliedrige Fühler, deren Geißel nicht borstenförmig ausgebildet ist. Die Tarsen bestehen aus nur einem oder zwei Gliedern. Teile der hinteren Kopfkapsel sind membranös. Die Vorderflügel der Tiere sind nicht stärker sklerotisiert als die Hinterflügel. Ihr Clavus ist zurückgebildet und besitzt wenn überhaupt nur eine Analader. Radius, Media und Cubitus sind miteinander basal verwachsen. In Ruhestellung werden die Flügel in der Regel dachförmig über dem Hinterleib zusammengefaltet, sodass aber das Pro- und Mesonotum unbedeckt bleibt. Bei vielen Arten sind die Flügel und auch andere Körperteile stark zurückgebildet. Beispielsweise sind neben den Flügeln die Beine, Fühler und Facettenaugen vieler weiblicher Deckelschildläuse (Diaspididae) verkümmert.

## Lebensweise
Die meisten Pflanzenläuse gehören zu den Phloemsaugern: Sie saugen im Phloem, dem Zucker und andere Assimilate transportierenden Teil der pflanzlichen Leitbündel. Der Stechrüssel wird dabei bis in eine Zelle (Siebelement) des Phloems vorgeschoben. Anschließend scheiden die Speicheldrüsen meist einen später erhärtenden Speichel aus, der die Saugstelle versiegelt und eine Scheide für den Stechrüssel bildet. Phloemsaft ist reich an Kohlenhydraten, aber arm an Proteinen, sodass zahlreiche Pflanzenläuse auf Bakterienarten im Darm als Endosymbionten angewiesen sind. Diese sind in der Regel in Körperzellen (intrazellulär) eingeschlossen, die in besonderen Organen (genannt Bakteriom oder Mycetom) liegen. Überschüssige, aufgrund von Proteinmangel vom Organismus nicht nutzbare Zuckerlösung wird (in allen Gruppen) als Honigtau abgeschieden. In zahlreichen Fällen ist es dadurch (konvergent) zur Symbiose mit Ameisenarten gekommen, die den Honigtau nutzen und dessen Lieferanten (v. a. aus den Gruppen der Blattläuse und Schildläuse) pflegen und verteidigen.
Viele andere Pflanzenläuse saugen nicht im Phloem, sondern stechen einzelne Pflanzenzellen des Pflanzengewebes (Parenchym) an, deren Inhalt sie komplett aussaugen.
Eine Reihe von Familien verursachen Pflanzengallen. Wie auch viele andere Arten der Schnabelkerfe sind zahlreiche Pflanzenläuse durch ihre Ernährungsweise Vektoren für wirtschaftlich bedeutende pflanzenpathogene Viren. Von den rund 230 Pflanzenlausarten, die damit in Verbindung gebracht werden können, stellen die Blattläuse mit knapp 220 Arten den Großteil. Vor allem deren effektive Ausbreitungsstrategien tragen zu einer großen wirtschaftlichen Bedeutung bei.

## Systematik
Traditionell wurden die Pflanzenläuse mit den Zikaden in einer „Homoptera“ genannten Gruppe vereinigt. Diese Gruppierung gilt nach neueren Erkenntnissen nicht mehr als gerechtfertigt, sie ist aber noch in vielen älteren Werken zu finden.
Die neueren Systematiken bestätigen fast ausnahmslos die Monophylie der Pflanzenläuse. Ihre systematische Stellung innerhalb der Hemiptera ist nicht völlig gesichert, die meisten Bearbeiter stellen sie basal innerhalb der Schnabelkerfe, als Schwestergruppe aller anderen Hemiptera zusammengenommen.
Die Pflanzenläuse werden in vier Großgruppen (je nach Autoren im Rang von Überfamilien oder Teilordnungen) eingeteilt, deren Monophylie gut abgesichert ist:
- Psylloidea (Blattflöhe)
- Aleyrodoidea (Mottenschildläuse)
- Coccoidea (Schildläuse)
- Aphidoidea (Blattläuse)

Die Blattläuse umfassen drei Teilgruppen. Die morphologisch ursprünglicheren Familien Phylloxeridae und Adelgidae, bei denen die Weibchen, wie typisch für Insekten, Eier legen, und die übrigen Blattläuse (Aphidoidea i. e. S.), bei denen fertige Jungtiere ausschlüpfen (Viviparie). Adelgidae und Phylloxeridae werden jeweils in eine eigene Überfamilie gestellt, manche Autoren vereinigen sie in einer gemeinsamen Überfamilie Phylloxeroidea. Die Monophylie der Blattläuse insgesamt ist aber gut abgesichert.
Die Verwandtschaftsverhältnisse der vier Gruppen zueinander sind nicht mit letzter Sicherheit geklärt. Schwierig für die Analyse ist, dass es sich um sehr kleine Tiere (mit zahlreichen morphologischen Rückbildungen = Reduktionen) handelt, und dass die vielfach für molekulare Stammbäume genutzte ribosomale DNA zahlreiche Besonderheiten aufweist, die bei der Analyse zu Artefakten („long-branch attraction“) führen können. Ein Schwestergruppenverhältnis zwischen Blattläusen und Schildläusen gilt dabei als hoch wahrscheinlich, die Stellung der beiden übrigen ist aber unsicherer.